# Bristol Belvedere
Le Bristol Belvedere est un hélicoptère birotor en tandem construit par la firme britannique Bristol Aeroplane Company. Il est développé à l'origine pour la Royal Navy comme hélicoptère de lutte anti-sous-marine puis pour la Royal Air Force comme appareil de transport. Il est utilisé par la RAF entre 1960 et 1969 pour transporter des troupes, larguer des parachutistes et du ravitaillement, pour du transport sous élingue et pour des évacuations sanitaires.

## Conception et développement
Dès 1949, Raoul Hafner (en), directeur général de la division hélicoptère de Bristol, lance son entreprise sur la construction d'un hélicoptère birotor à grande capacité destiné au transport civil, inspiré en la matière par les travaux de la firme Piasecki.
Le Bristol Belvedere est créé sur le modèle civil Bristol Type 173 (en) destiné à transporter 10 puis 18 personnes. Le premier vol du Type 173 a lieu le 3 janvier 1952. Ce prototype est nettement plus petit que le Belvedere, et il est largement composé de pièces déjà existantes. Le cockpit, les rotors et une partie des transmissions sont celles du Sycamore. Le train d'atterrissage est celui du Beaufighter ; les moteurs sont des Alvis Leonides Major d’une puissance de 1 050 chevaux. Le projet est annulé en 1956 mais la firme Bristol continue à travailler sur un cahier des charges de la Royal Navy et de la Marine royale canadienne, identifié sous la dénomination de Type 191 et Type 193 respectivement. Finalement, ces deux projets d'hélicoptères anti-sous-marins sont eux-mêmes annulés au profit du Westland Wessex. La Royal Air Force exprime alors son intérêt pour le modèle qui reçoit le nom de Type 192 "Belvedere".
Trois structures du type 191 presque complètes au moment de l'annulation du contrat sont utilisées pour développer le Type 192. Les deux premières sont utilisées comme banc d'essais pour les nouveaux moteurs Napier Gazelle et la troisième est utilisé pour des tests d'efforts.
Le Type 192 partage des caractéristiques communes avec les variantes navales dont il est issu ce qui pose des problèmes conséquent quant à son rôle d'hélicoptère de transport. En effet, la version navale devait pouvoir lancer des torpilles et avait reçu à cet effet un train d’atterrissage surélevé pour permettre le largage. De ce fait, la porte principale d'accès au fuselage était placée à 1,20 mètre du sol. Les moteurs étaient disposés aux deux extrémités de la cabine ce qui empêchait d'une part, la mise en place d'une rampe arrière, comme sur le CH-47 Chinook et ce qui impliquait, d'autre part, la mise en place d'un renflement sur le flanc gauche du fuselage pour assurer un couloir autour du moteur afin d'accéder de la cabine au cockpit.
Le premier prototype du Type 192, XG447, vole le 5 juillet 1958 avec des pales en bois en tandem, un système de commandes complètement manuel, un train d'atterrissage fixe à quatre roues et deux turbomoteurs Rolls-Royce Gazelle Gazelle Mk-100 de 1 300 chevaux chacun. À partir du cinquième prototype, les rotors quadripales sont intégralement en métal. Sur les exemplaires de production, les commandes et les instruments permettent les opérations de nuit. Sur les prototypes, la porte principale d'accès s'ouvrait du bas vers le haut et pouvait se fermer brutalement en raison du vent vertical généré par les rotors. Elle est remplacée par une porte coulissante sur les exemplaires ultérieurs.
26 Belvedere sont construits et entrent en service sous le nom de Belvedere HC Mark 1. Ils peuvent transporter 18 soldats complètement équipés ou 2 700 kg de charge utile. Les deux rotors sont synchronisés avec un arbre pour éviter que les pales ne se télescopent, ce qui permet à l'appareil de ne voler qu'avec un seul moteur en cas de panne, celui-ci pouvant doubler automatiquement sa puissance, le cas échéant.
Bristol tente de mettre sur le marché un modèle civil, désigné sous le nom de Type 192C qui permet de transporter 24 passagers pour des vols inter-cités. Pour démontrer le potentiel de l'appareil, le pilote en chef du service d'essai de Bristol, Charles "Sox" Hosegood bat le record de l'aller-retour Londres-Paris (1 h 41 min 28 s) le 30 mai 1961, Paris-Londres (1 h 40 min 55 s) le 2 juin 1961, mais aucun Type 192C n'est commandé.

## Histoire opérationnelle

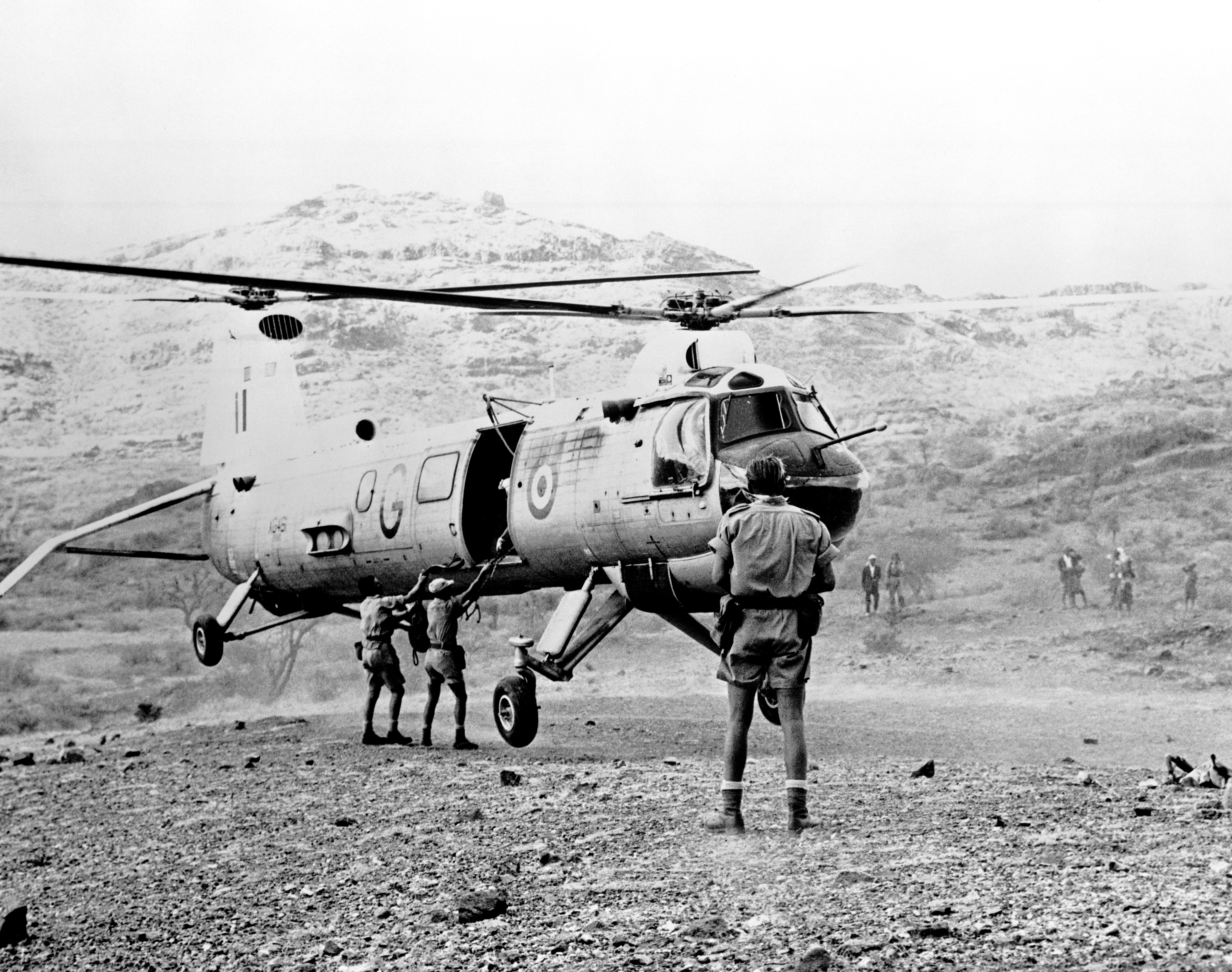
Le Bristol Belvedere HC.1 du 26e Escadron, basé à Khormaksar, Aden, livre des fournitures et du courrier à un endroit isolé dans la région montagneuse du Radfan

Le premier prototype de Belvedere est affecté à l'unité d'essai des Belvedere à la base de la RAF d'Odiham, unité qui est transformée en 66e Squadron en septembre 1961. Mis à part quelques problèmes de démarreur, le déploiement opérationnel se poursuit. Les Belvedere sont déployés en Europe, en Afrique, à Aden et à Bornéo. Le premier prototype XG447 est démantelé à Boscombe Down le 7 août 1966.
En juin 1960, le cinquième prototype, XG452, bat un record de vitesse entre Gatwick et Tripoli avec une vitesse moyenne de 210 km/h. En 1962, un Belvedere du 72e Squadron dépose la flèche, longue de vingt-cinq mètres, de la nouvelle cathédrale Saint-Michel de Coventry.
Le Belvedere est attribué au 66e et au 72e Squadrons de la Royal Air Force puis au 26e Squadron en 1962. Ce dernier est déployé à Khromaksar au Yémen où il est dissous en 1965. Ses hélicoptères sont alors transférés à Singapour par le porte-avion Albion au 66e Squadron qui est lui-même dissout en 1969. Le 72e Squadron garde ses appareils jusqu'en août 1964 puis reçoit, à la place, des Westland Wessex.
Les Belvedere de la Royal Air Force connaissent le combat durant les évènements d'Aden et de Malaisie. Ils sont remplacés en 1971 par les Westland Puma, construits dans le cadre d'un consortium franco-britannique. Leur rôle d'hélicoptère de transport lourd est repris par le Boeing Vertol HC Mk 1 Chinook.

## Variantes
Type 173
Version civile originale du Belvedere
Type 191
Version maritime du Belvedere étudié pour la Royal Navy pour la lutte anti-sous-marine, aucun prototype, ni appareil de production n'est construit.
Type 192
Prototype du modèle destiné à la Royal Air Force dans un rôle d'hélicoptère de transport lourd.
Belvedere HC Mark 1
Modèle destiné à la Royal Air Force, 5 prototypes et 26 appareils sont construits.
Type 192C
Modèle civil développé pour assurer le transport inter-cité. Un prototype construit.
Type 193
Version maritime du Belvedere étudié pour la Marine royale canadienne, pour la lutte anti-sous-marine. Aucun prototype, ni appareil de production n'est construit.

## Opérateurs
Le Royaume Uni
- Royal Air Force :
  - 26e Squadron
  - 66e Squadron
  - 72e Squadron Les séries ont été immatriculées XG 447- XG 468 et XG 473-XG 476.